# Olimpiada Națională de Fizică
Olimpiada Naționala de Fizică este cel mai important concurs școlar de fizică din România. Olimpiada de fizică este desfășurată prin și sponsorizată de Ministerul Educației și Cercetării (ca urmare, nu se percepe taxă de participare).

## Prezentare generală
Olimpiada de fizică se organizează pentru elevii claselor VI-XII (înainte de 2012, doar VII-XII), pentru a identifica și promova elevii capabili de înaltă performanță în fizică, a stimula interesul tinerilor pentru studiul științelor și pentru formarea unei gândiri riguroase. Participarea la Olimpiada de fizică este deschisă tuturor elevilor din toate formele de învățământ: zi, seral, cu frecvență redusă, inclusiv elevii din învățământul particular; participarea la această olimpiadă fiind individuală. Participarea elevilor se va face la clasa la care este înscris în anul de desfășurare a olimpiadei, exceptând participarea la o clasă superioară, cu acordul M.Ed.C. Delimitarea materiei pentru fiecare fază a olimpiadei de fizică se stabilește și este comunicată la consfătuirea inspectorilor de fizică, desfășurată în fiecare an școlar și publicată în prealabil.

## Selecționarea elevilor
Precizări generale.
La toate etapele olimpiadei de fizică, fiecare problemă va fi evaluată cu maxim 10 puncte din care un punct din oficiu. Punctajul lucrării la o probă va fi obținut prin însumarea punctelor obținute la fiecare problemă. La fazele olimpiadei unde există probă teoretică și probă experimentală, punctajul final se calculează ca sumă a punctajelor obținute la fiecare probă în parte. Ponderea probei teoretice, respectiv a probei experimentale în punctajul total ce poate fi obținut de un elev la olimpiadă este de 60% respectiv 40%. Ierarhizarea elevilor se va face în ordine descrescătoare a punctajului total.
Rezolvarea contestațiilor.
La toate etapele olimpiadei se acceptă contestații la probele care se finalizează cu lucrare scrisă: proba teoretică, lucrarea scrisă. Contestațiile se fac separat pentru fiecare problemă sau pentru lucrarea scrisă ce consemnează rezultatele cerințelor de la proba experimentală la care elevul și profesorul care l-a pregătit, în cazul contestațiilor la fazele locale, sau profesorul însoțitor în cazul contestațiilor la Olimpiada Națională, consideră că punctajul acordat de profesorii evaluatori este diferit de cel al propriei evaluări. Rezolvarea contestațiilor se va face după discutarea acesteia, de către profesorii evaluatori, cu elevul care a depus contestația. Subcomisia de rezolvare a contestațiilor va fi formată din profesori care nu au participat la evaluarea problemei sau lucrării în cauză.
Admiterea unei contestații se face astfel: 
- dacă nota acordată inițial este mai mică de 90% din nota maximă, nota acordată în urma recorectării devine definitivă, dacă diferă cu cel puțin 10% față de nota inițială
- dacă nota acordată inițial este cel puțin 90% din nota maximă și mai mică decât 95% din nota maximă, nota acordată în urma recorectării devine definitivă, dacă diferă cu cel puțin 5% față de nota inițială
- dacă nota acordată inițial este cel puțin 95% din nota maximă, nota acordată după recorectare devine definitivă

Etapa locală.
Pentru etapa locală, subiectele de concurs, criteriile de selecție precum și numărul elevilor calificați la etapa județeană sunt stabilite de inspectorii școlari de specialitate din inspectoratele școlare județene/al municipiului București.
Etapa județeană.
Pentru faza județeană/municipiul București, subiectele pentru olimpiadă sunt unice, întocmite în M.Ed.C . Subiectele în limba română vor fi transmise județelor, în format electronic, în dimineața zilei de concurs. Pentru elevii care au solicitat subiectele traduse în limbile minorităților, traducerea se face în dimineața zilei în care are loc proba scrisă de către o comisie formată din profesori de fizică care nu au elevi în concurs, avizată de inspectorul școlar general.
Calificarea la etapa națională.
La faza națională a olimpiadei din se califică, din fiecare județ/municipiul București, un număr de elevi stabilit de M.Ed.C. în funcție de evoluția rezultatelor obținute de elevii din echipele județene, la fazele naționale și internaționale din anii precedenți. Pentru repartizarea locurilor pe fiecare clasă, Comisia Județeană de Olimpiadă stabilește criterii obiective de repartizare a locurilor primite, pe ani de studii și criterii de departajare a candidaților care au obținut punctaje egale și se află în situația calificării pentru faza națională. Aceste criterii vor fi consemnate în procesul–verbal al întâlnirii de lucru a comisiei județene, înainte de desfășurarea probei. Rezolvarea contestațiilor și afișarea rezultatelor finale la OJF, se va face în termen de maximum 3 zile de la data desfășurării probei. Afișarea se va face la avizierul unității de învățământ unde s-a desfășurat etapa județeană. Tabelele nominale ale elevilor calificați la ONF, cuprinzând datele complete, vor fi transmise la M.Ed.C., în termen de cel mult 2 zile de la data finalizării etapei județene. Transmiterea se va face prin fax și în format electronic conform cu tabelul transmis de inspectorul de specialitate din M.Ed.C.. Elevii care au făcut parte din lotul național lărgit, sau au obținut premii și mențiuni la Olimpiada Internațională de Fizică în anii precedenți, care au obținut la Olimpiada Județeană de Fizică din anul în curs cel puțin 50% din punctajul maxim, dar nu s-au calificat la ONF, pot participa la ONF, în limita locurilor disponibile, cu acordul Comisiei Centrale a ONF. Solicitarea pentru elevii în această situație, va fi făcută de inspectorul de specialitate din județul de proveniență, după transmiterea la M.Ed.C. a bazei de date cu rezultatele la OJF.

## Desfășurarea fazei naționale
Olimpiada națională de fizica constă în două probe, teoretică și experimentală. Pentru faza națională, programa de olimpiadă este stabilită și anunțată județelor de inspectorul general de specialitate din M.Ed.C. Subiectele și baremele de evaluare și notare pentru probele teoretică și practică ale olimpiadei vor fi elaborate de grupul de lucru format din membrii Comisiei Centrale de olimpiadă, desemnați de inspectorul general de specialitate din M.Ed.C.. Grupul de lucru își va desfășura activitatea în ziua premergătoare primei probe de concurs și va asigura inclusiv traducerea subiectelor în limbile minorităților, la solicitare. Comisia Centrală de olimpiadă va verifica corectitudinea subiectelor și baremelor de evaluare și notare în dimineața zilei destinate probei de concurs. Se va lucra pe subcomisii, stabilite pe ani de studii. Evaluarea lucrărilor teoretice ale elevilor se va realiza în conformitate cu regulamentul de organizare a olimpiadelor și concursurilor școlare. Pentru transparență și pentru o ierarhizare reală a valorilor, profesorii însoțitori vor primi baremele de evaluare și notare, și vor verifica, împreună cu elevii, corectitudinea evaluării. În cazul în care aceștia constată că unele lucrări au fost punctate incorect, aceștia pot sesiza Comisia Centrală de olimpiadă. Contestațiile sunt depuse personal de către elevi, la secretariatul comisiei, după ce au fost avizate de profesorul însoțitor al lotului județean.

## Lotul național lărgit
În cadrul olimpiadei de Fizica, etapa națională, are loc selecționarea lotului național lărgit de Fizica, printr-o probă teoretică cu durata de 5 ore, în vederea pregătirii pentru Olimpiada Internațională de Fizică. Pot participa la proba de baraj prin înscriere pe bază de cerere următorii elevi participanți la ONF:
- care au obținut premiu sau mențiune la ONF-ul din anul respectiv,
- care au obținut premii și mențiuni la concursurile Vrânceanu-Procopiu sau concursul Evrika, la ultima ediție desfășurată a acestora,
- au obținut premiu la ONF din anii precedenți, la clasele a IX–a, a X-a sau a XI-a,
- au făcut parte din lotul lărgit de fizică în anii precedenți,
- au obținut cel puțin un premiu sau mențiune la Olimpiada Internațională de Fizică,
- sunt cel puțin în clasa a IX-a și au obținut premiu sau mențiune la cel puțin una dintre Olimpiada Internațională de Științe pentru Juniori, Olimpiada Internațională de Astronomie și Astrofizică, secțiunea fizică a concursului internațional Pluridisciplinar Tuymaada din Yakuția, sau Olimpiada Internaționale de Matematică și Fizică din Kazahstan.

Subiectele probei de baraj pentru selecționarea lotului național lărgit sunt elaborate pe baza programei Olimpiadei Internaționale de Fizică, de către o comisie ce conține profesori universitari, membri ai Comisiei Centrale a olimpiadei. Lotul național lărgit este format din 15 elevi selecționați în ordinea descrescătoare a punctajelor obținute la proba teoretică a probei de selecție și alți 5 elevi din clasele IX –XI pentru asigurarea participării la concursul internațional pluridisciplinar Tuymaada din Yakuția.

## Ediții
- ONF 2010 Constanța (31 ianuarie - 05 februarie 2010)
- ONF 2009 Râmnicu Vâlcea (01 - 06 februarie 2009)
- ONF 2008 Piatra Neamț (03 - 09 februarie 2008)
- ONF 2007[nefuncțională]
 Hunedoara (10 - 15 aprilie 2007)
- ONF 2006 Arhivat în 22 aprilie 2013, la Wayback Machine. Craiova (16 - 21 aprilie 2006)
- ONF 2005 Arhivat în 11 mai 2008, la Wayback Machine. Iași (19 - 25 martie 2005)